# Space Delta 9
Lo Space Delta 9 è un'unità di operazioni spaziali della United States Space Force, inquadrata nello United States Space Command. Il suo quartier generale è situato presso la Schriever Space Force Base, in Colorado.

## Missione
Il delta conduce operazioni di protezione e difesa dallo spazio e fornisce opzioni di risposta per scoraggiare e sconfiggere le minacce avversarie nello spazio. Il 24 luglio 2020 ha ereditato le attività del 750th Operations Group del 50th Space Wing dell'USAF.

## Organizzazione
Attualmente, al 2024, esso controlla:
- 9th Combat Training Squadron - Addestramento e certificazione operativa, sviluppo di tattiche, supporto ingegneristico e gestione degli equipaggi.
- 1st Space Operations Squadron - Space Domain Awareness (SDA), opera con Advanced Technology Risk Reduction, satelliti GSSAP, SBSS e ORS-5
- 3rd Space Operations Squadron - Difesa Spaziale
- 5th Space Operations Squadron - Joint Base Anacostia-Bolling, District of Columbia - Opera con l'X-37B